# Михал Котман
Михал Котман (на словашки: Michal Kottman) е словашки дипломат (посланик).
Следва (1980 – 1986) и завършва международни отношения в МГИМО, Москва, специализира по Foreign Service Programme в Оксфордския университет (1993 – 1994). Владее английски, руски, китайски език.
След дипломирането си постъпва на работа във Федералното министерство на външните работи на Чехословакия. Дипломат е (3-ти секретар) в посолството на ЧССР в Пном Пен, Камбоджа (1989 – 1992).
Прехвърля се в МВнР на Словакия през 1993 г. Там служи като:
- началник на отдел „Азия“, заместник-директор и после директор на управление “Азия, Австралия и Океания, Африка, Латинска Америка” (1993 – 1996),
- съветник и заместник-ръководител на дипломатическата мисия в Пекин, Китай (1996 – 2000),
- управление “Азия, Австралия и Океания, Африка” (2000 – 2001),
- заместник-директор и после директор на кабинета на министъра.[3][1][2]

Бил е и директор на управление “Външни отношения и обща външа политика и сигурност на ЕС”.
Посланик е на Словакия в България от 2004 до 2008 г. В края на мандата си е доайен на дипломатическия корпус. Награден е с орден "Стара планина" първа степен с Указ № 167 от 13.05.2008 г.
Посланик е на Словакия в Япония (2013 – 2017).
Женен е, има 2 сина.